# Rockford Raptors
 (octobre 2023).
 (octobre 2023).
Les Rockford Raptors sont une équipe américaine de football basée à Rockford, dans l'Illinois. Le club fait ses débuts au sein de l'USISL et rejoint la USISL Pro League en 1995. Durant l'année 1999, l'équipe est reléguée en Premier Development League (4e échelon).
Les Raptors sont désormais un club de football accueillant des joueurs âgés de 7 à 18 ans. 

## Entraîneurs
- Jorge Espinoza (1994)
- Glen Tourville (1995)
- Roland Hahn (1996-1998)
- Dave Huson (1999)
- Frank Mateus (1999-2000)